# Вихра
Вихра́ (бел. Віхра́) — река в Смоленской области России и Могилёвской области Белоруссии, правый приток Сожа. На реке стоит город Мстиславль.

## Физико-географическая характеристика
Длина реки — 158 км, площадь водосборного бассейна — 2230 км².
Протекает по территории Смоленского и Монастырщинского районов, на протяжении 128 км. Исток находится на южном склоне Смоленской возвышенности юго-восточнее деревни Корытня Смоленского района. Направление течения на юго-юго-восток. Устье в Мстиславском районе Могилёвской области напротив деревни Понарь. Русло извилистое.

### Притоки
Притоки указаны от истока к устью.
- 142 км: река Тростянка (лв)
- 139 км: река Упокой (лв)
- 137 км: река Спадцкая (пр)
- 130 км: река Дельня (пр)
- ? км: ручей Безводка (пр)
- ? км: ручей Воронка (лв)
- ? км: ручей Хвойня (пр)
- 105 км: река Лютая (лв)
- 104 км: река Железняк (лв)
- 96 км: река Руфа (пр)
- ? км: ручей Крутец (пр)
- ? км: ручей Медведок (пр)
- ? км: ручей Чилец (лв)
- 80 км: река Молоховка (пр)
- ? км: ручей Луцня (лв)
- 63 км: река Вельнянка (лв)
- 57 км: река Городня (пр)
- 52 км: река Мертва (пр)
- ? км: ручей Луцейка (пр)
- ? км: ручей Крапивня (лв)
- ? км: ручей Баратчонка (пр)
- ? км: река Кохля (лв)
- 30 км: река Чёрная (пр)
- ? км: ручей Родобуж (лв)
- 26 км: река Суточка (пр)
- 3 км: ручей Серебрянка (пр)

## История
В прошлом река называлась Вехра. В гидрониме выделяется формант -хра, который соответствует финно-угорскому яхр «озеро».
В 1386 году в битве на реке Вихре литовский полководец Скиргайло победил войско смоленского князя Святослава Ивановича, попытавшегося вернуть Мстиславское княжество. В 1708 году на реке в Монастырщинском районе произошло одно из сражений со шведами в Северной войне.
В 2013 году на дне реки Вихра, под Мстиславлем, был найден полный комплект обмундирования рыцаря Великого княжества Литовского. Находка находится в Мстиславском музее.